# Festival de Jazz de Montreux 1967
Le Montreux Jazz Festival de 1967 est la première édition du Montreux Jazz Festival. Il s'est tenu au Kursaal du casino de Montreux. Il a eu lieu du vendredi 16 juin au dimanche 18 juin 1967, avec 15 concerts de groupes de jazz européens et américains.

## Histoire
L'Office de Tourisme de Montreux, avait collaboré avec succès avec des sociétés de télévision telles que Rose d'Or. Ceci a par la suite permis à son directeur, Raymond Jaussi d'aider Claude Nobs, René Langel et Géo Voumard à organiser un festival de jazz allant du Dixieland jazz au jazz moderne, soutenu par l'Union Européenne de Radio-Télévision. L'enregistrement a été réalisé par Schweizer Radio und Fernsehen.
Le jury a décerné le premier prix au Jazz Ensemble des Bayerischen Rundfunks et à Dusko Goykovich.
Il existe un enregistrement du Charles Lloyd Quartet intitulé Montreux Jazz festival 1967 pour ce premier évènement.

## Groupes (par ordre alphabétique)
- Sekstet de Bjørn Johansen (avec Bent Steen, Frode Thingnæs, Roy Hellvin, Erik Amundsen, John Christensen)
- Charles Lloyd Quartet (avec Keith Jarrett, Ron McClure, Jack DeJohnette)
- Quatuor de Dick Husum (avec Kjeld Jul Nielsen, Ib Lund Nielsen, Finn Fredriksen)
- Sextuor de Gilbert Holmström (avec Lars Löfstedt, Pider Avall, Clas Fehling, Lars-Urban Helje, Anders Söderling)
- Jazz Ensemble de la Radio et Télévision Hongroise (avec Geza Söptei, Ferenc Virag, Imre Zsoldos, Deszö Selenyi, Balázs Berkes, András Dan)
- Bavarian Radio Jazz Ensemble (avec Baby Agnew, Rudi Fuesers, Don Menza, Olaf Kübler, Jan Konopasek, Pepsi Auer, Branko Pejakovic, Kurt Bong)
- Jazz Focus 65 (avec Simeon Schterev, Milcho Leviev, Liubomir Mitsov, Peter Slavov)
- Les Tin Pan Stompers (avec Jacques Bonnet-Dupeyron, Alain Bouchet, Jean-Paul Vogelin, Jean-Pierre Dechaume, Jean-Marie Bonnet-Dupeyron, Gérard Bagot)
- Old School Band (avec Jacques Lucas, Marc Moret, Reynold Pops Gysin, François Pesse, Jean-Claude Pesse, Arnold Hoffmaenner, Anthony Ringrose)
- Paul Thommen Big Band (avec u. un. Pierre Favre)
- Santucci Scopa Quintet (avec Enzo Scopa, Amedeo Tommasi, Giovanni Tommaso, Franco Tonani)
- Sir Charles Thompson (piano solo)
- Studio de Jazz (Laco Deczi, Karel Krautgartner, Karel Růžička, Luděk Hulan, Ivan Dominak)
- Le Babs Robert Quartet (avec Johnny Browers, Paul Dubois, Robert Pernet)
- The Esa Pethman Quintet (avec Ilkka Karumo, Matti Konttinen, Pekka Sarmanto, Esko Rosnell)

## Discographie
- Charles Lloyd Quartet Montreux Jazz Festival 1967 (TCB 2019)[3]